# Mystic Valley Parkway
Der Mystic Valley Parkway ist ein Parkway auf dem Gebiet der Städte Arlington, Medford, Somerville und Winchester im Bundesstaat Massachusetts der Vereinigten Staaten. Die Straße ist Teil der Massachusetts Route 16 und wurde im Jahr 2006 in das National Register of Historic Places aufgenommen. Der Parkway wird vom Department of Conservation and Recreation (DCR) verwaltet und ist Teil des Metropolitan Park System of Greater Boston.

## Streckenverlauf

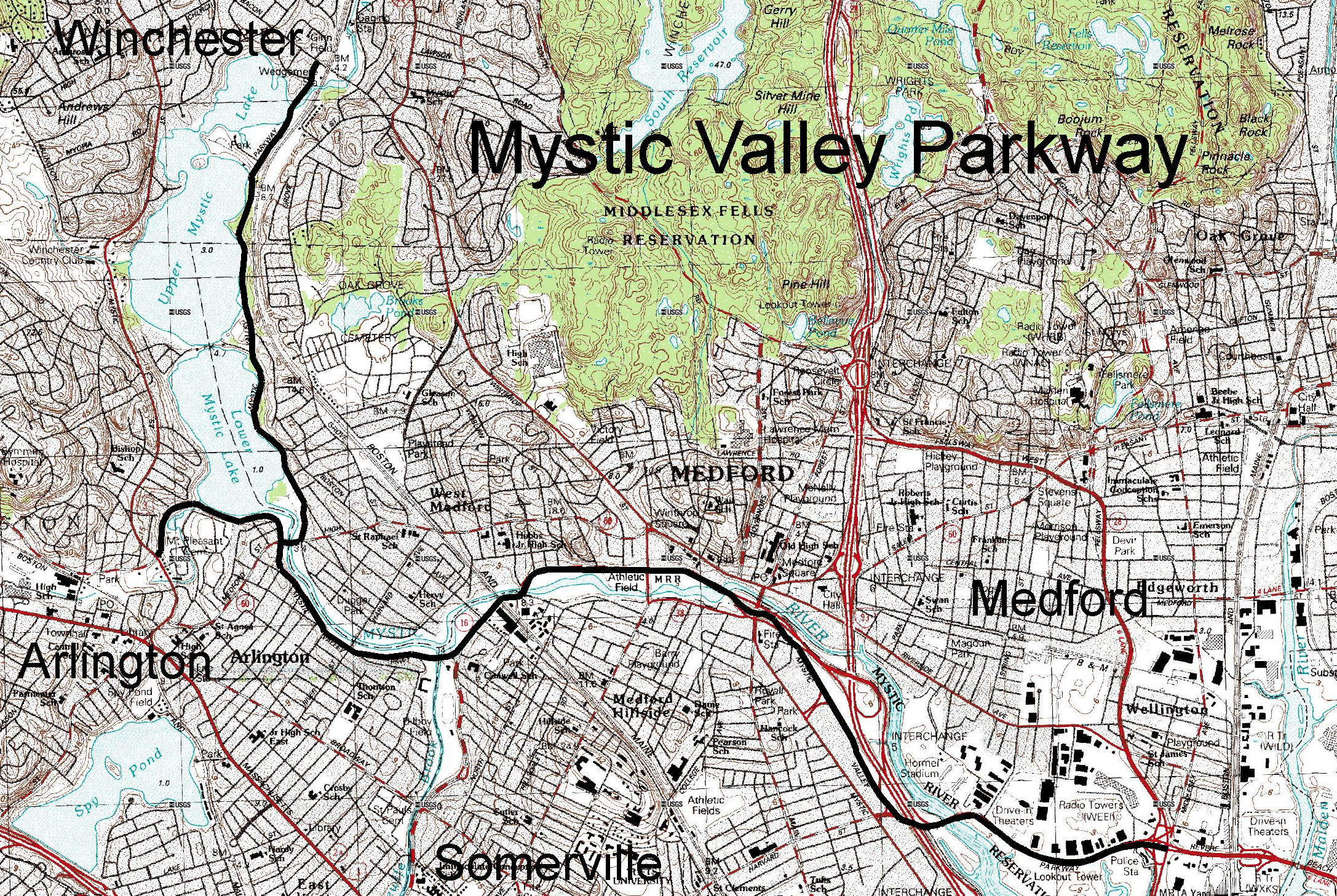

Die Straße verläuft im Wesentlichen von Norden nach Süden und führt vom Schutzgebiet Middlesex Fells Reservation in Winchester durch das Tal des Aberjona River und entlang des Ostufers der Mystic Lakes bis nach Medford. Dieses Teilstück folgt somit dem alten Middlesex Canal. Anschließend überquert die Straße gemeinsam mit der Massachusetts Route 60 den Mystic River. Von dort verläuft die Straße entlang der Windungen des Flusses in ost-westlicher Richtung durch Arlington.
Ein kurzes Teilstück verläuft entlang des Südufers des Lower Mystic Lake, wo die Route 60 an einer Kreuzung mit dem U.S. Highway 3 und der Massachusetts Route 2A endet. Der Mystic Valley Parkway trifft an einem Kreisverkehr in der Nähe der Mündung des Alewife Brook in den Mystic River auf den Alewife Brook Parkway und vereint sich dort ebenfalls mit der Massachusetts Route 16. Von dort führt die Strecke weiter flussabwärts entlang der Ufer des Mystic River, überquert ihn mehrere Male und endet schließlich am Revere Beach Parkway, wo beide Straßen auf die Massachusetts Route 28 treffen.

## Geschichte

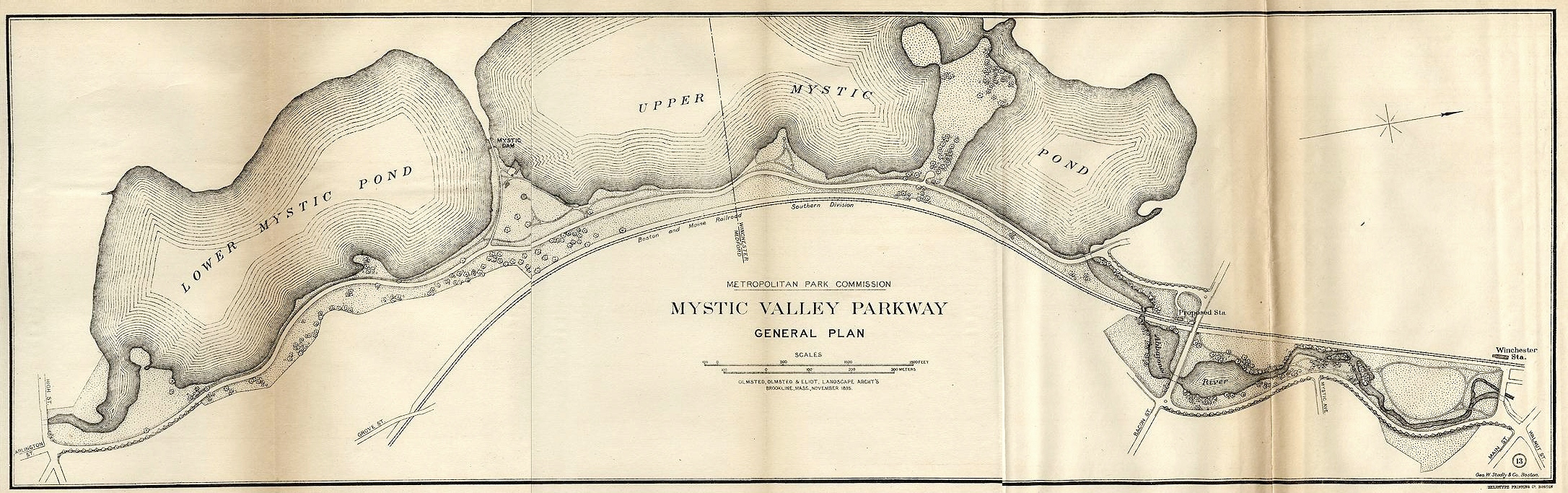
Der originale Plan von Olmsted aus dem Jahr 1895

Der Parkway wurde inklusive der ihn umgebenden Landschaft in den Jahren 1894 und 1895 für den 1893 in Boston etablierten Metropolitan Park District von den Olmsted Brothers entworfen, wobei Charles Eliot eine führende Rolle spielte. Ursprünglich war die Straße als eines von sehr vielen Teilstücken eines Wegenetzes geplant, dessen Straßen zur Erholung dienen und auch besonders hohen ästhetischen Ansprüchen genügen sollten.
Heute gehört der Parkway zum Metropolitan Park System of Greater Boston und wurde am 18. Januar 2006 als Historic District zum National Register of Historic Places hinzugefügt.